# Palpopleura
Palpopleura es un género de libélulas de la familia Libellulidae.
El género contiene las siguientes especies:
- Palpopleura albifrons Legrand, 1979
- Palpopleura deceptor (Calvert, 1899)
- Palpopleura jucunda Rambur, 1842
- Palpopleura lucia (Drury, 1773)
- Palpopleura portia (Drury, 1773)
- Palpopleura sexmaculata (Fabricius, 1787)
- Palpopleura vestita Rambur, 1842

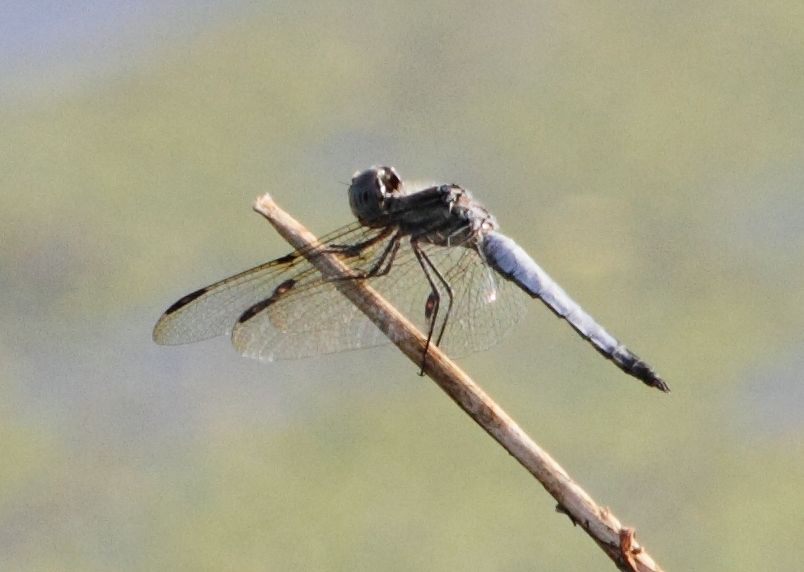
Palpopleura deceptor
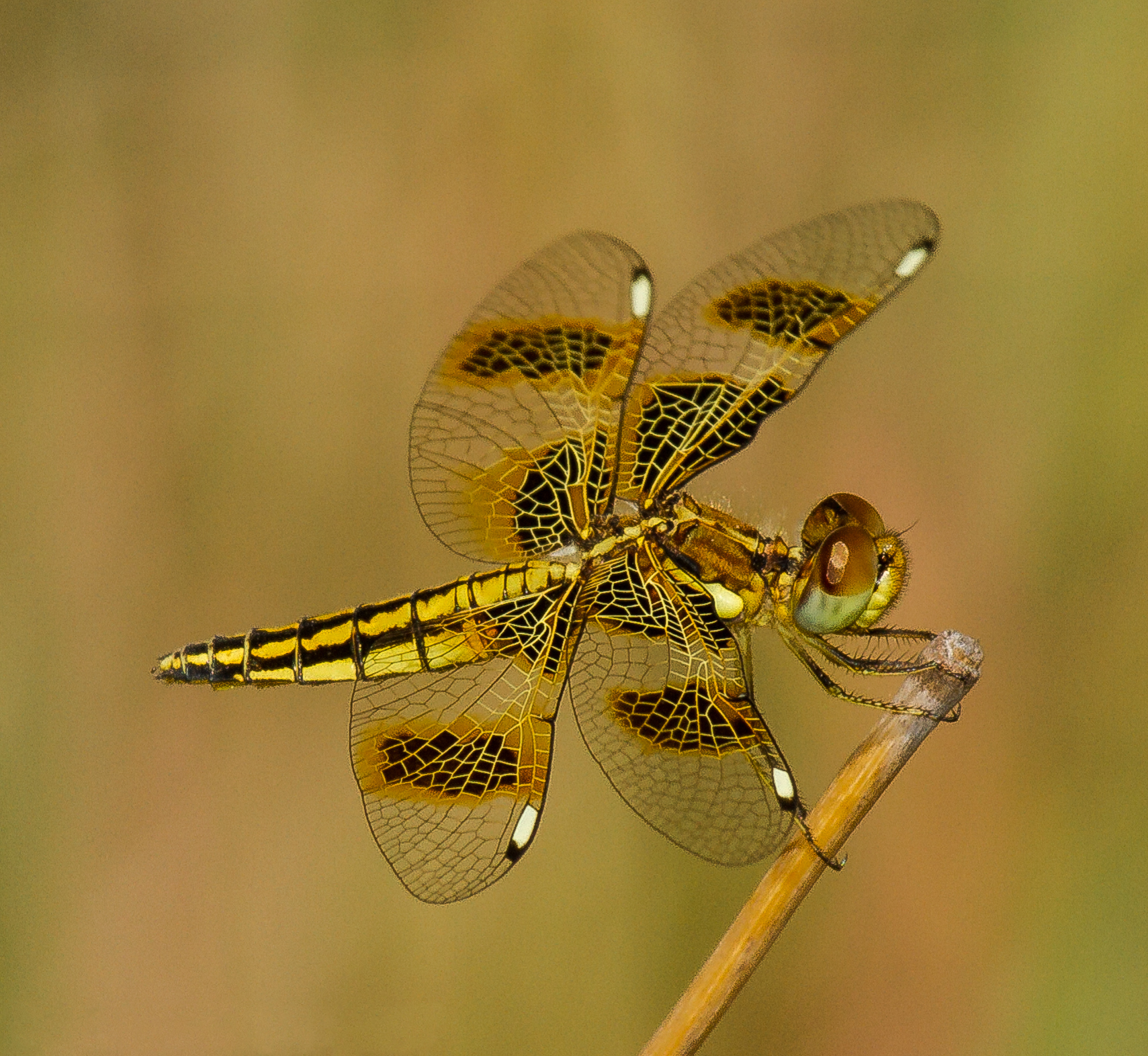
Palpopleura jacunda
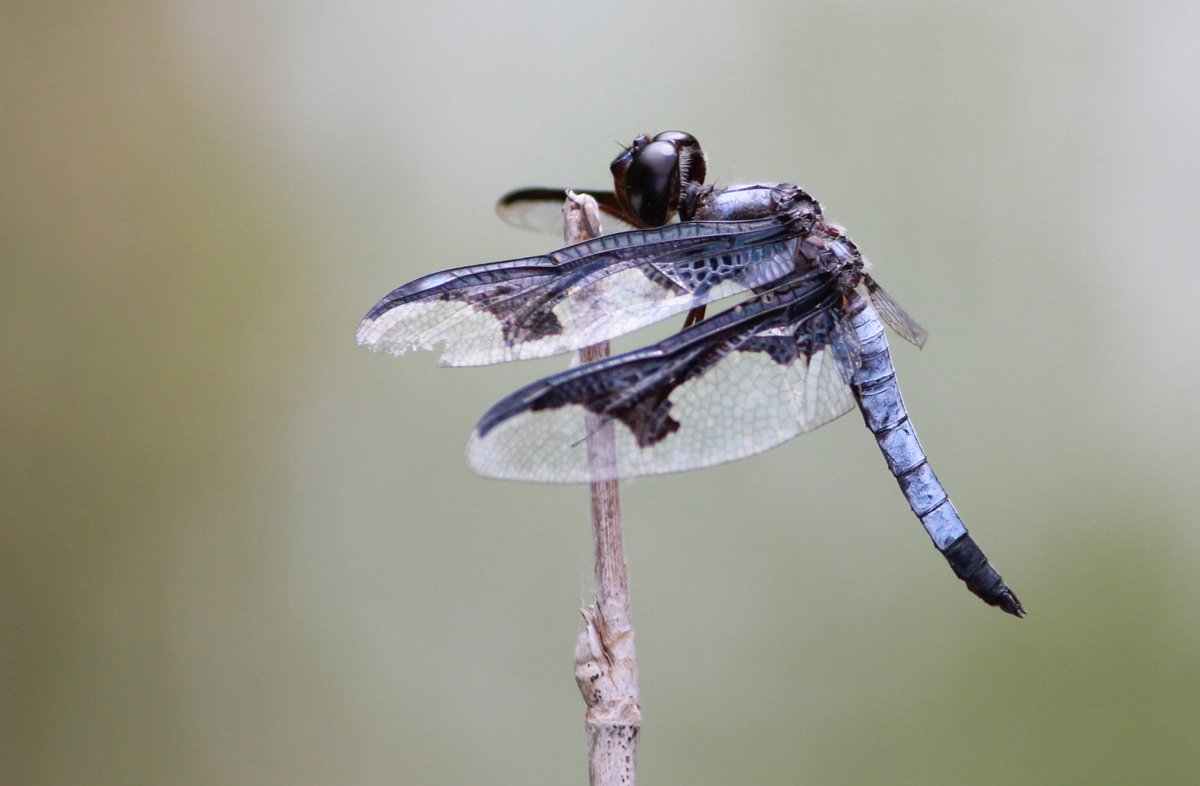
Palpopleura portia
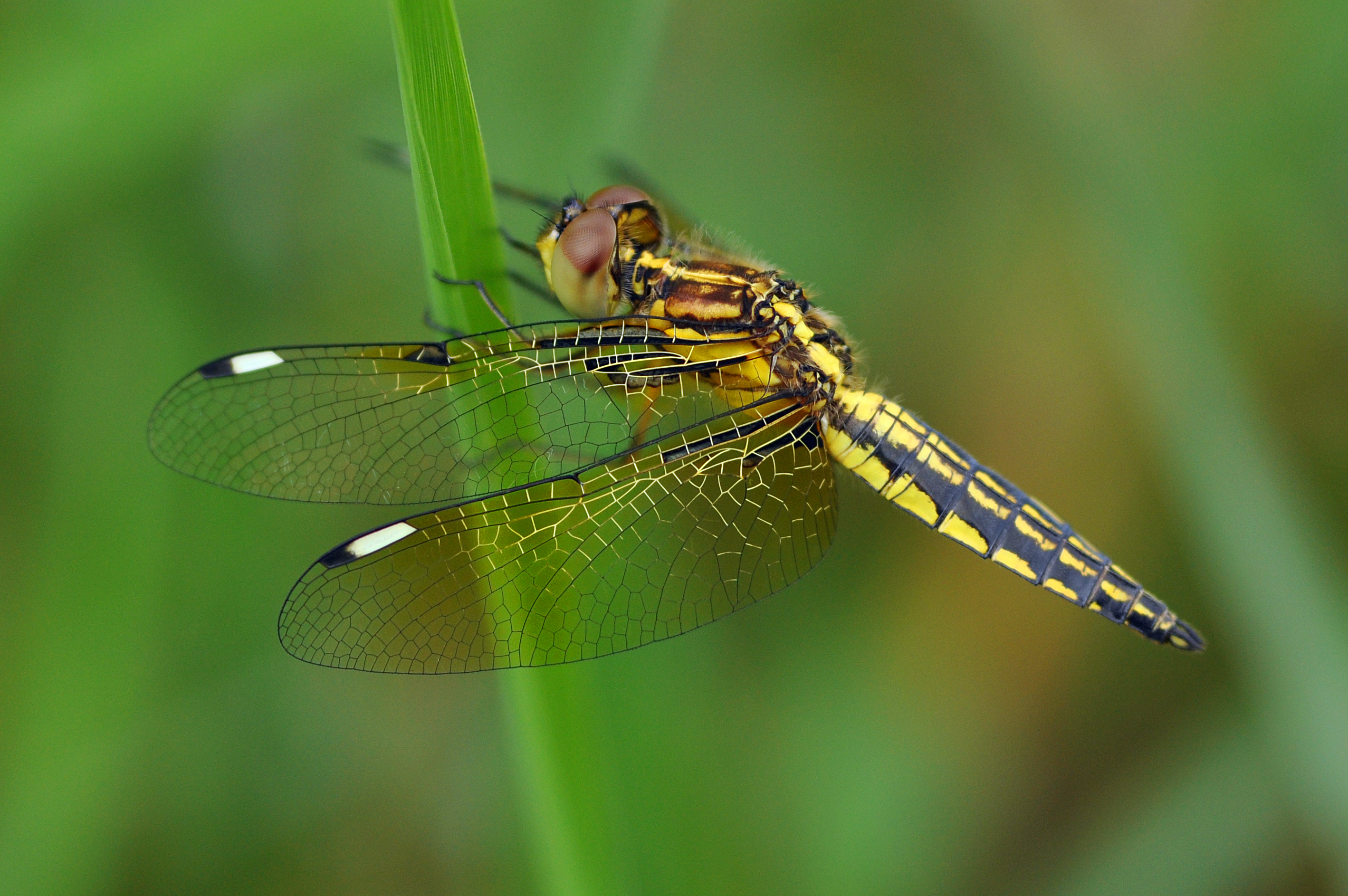
Palpopleura sexmaculata